# 福田もも
福田 もも（ふくだ もも、2001年6月16日 - ）は、日本の女優、AV女優。マインズ所属。

## 略歴

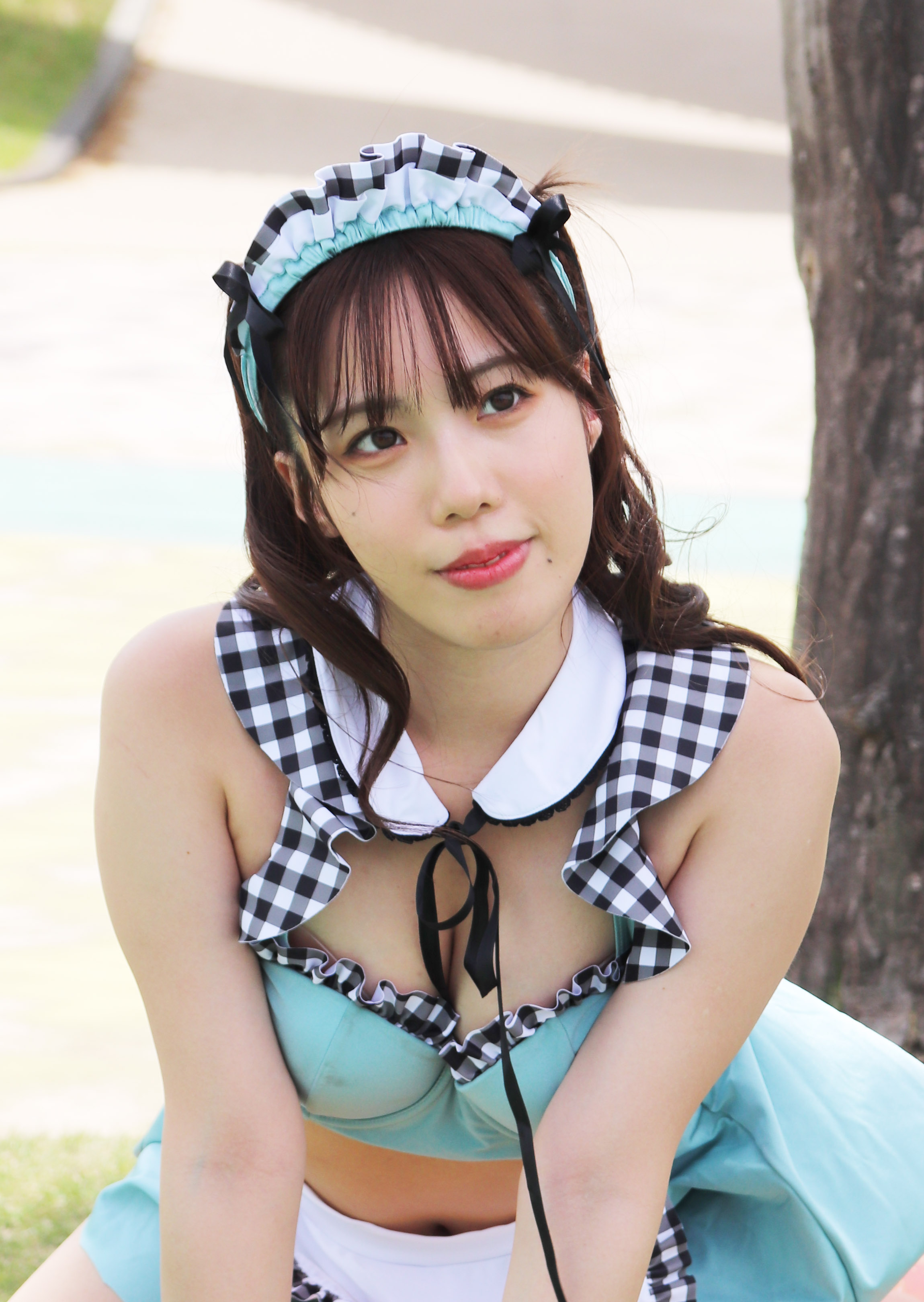
2023年撮影

「やりたいことはたくさんあるけどいつまで経っても変われない自分を動かしたくて」、2021年春にアダルトビデオ出演を決断。デビュー作発売前に講談社「ミスiD2022」オーディションを受け、2022年1月28日にファイナリスト進出。3月21日に「ミスiD2022つくることは希望賞」を受賞。
約半年間以上を掛けたオーディション経験となったが、「文章書いたり、配信したり、朗読したり、編み物したりセクシーなお仕事だけじゃなく、本望だったやりたいことを行動に移せたのはミスiDのおかげです」と有意義な時間だったことを述べている。デビュー作のキャッチコピーは『ちっぱい天使』。目指している女優像は上原亜衣。
同じミスiD2022のファイナリストの白桃はな（透明感賞）とは雰囲気が似ているとされ、のちに双子役の共演作も制作された。
2022年の映画『ほんの少し遠く』出演を皮切りに、映画出演を重ねる。
2023年11月末より髪型をショートカットにする。
2024年3月28日には、東京・青山RizMで開催された音楽イベント『LADY MADONNA ～春、桜の花芯満開～』に、和久井美兎との2人組ユニットで出演。また7月11日には、東京・青山RizMで開催された音楽イベント『LADY MADONNA ～夏のユニット祭り～』に、福田、和久井美兎、白浜美羽、天野花乃、水瀬りたによるアイドルユニット「みるくの戦士」として出演。ユニットとしての初ライブを行った。
2025年4月19日、東京・秋葉原にて、主催ライブ『みるふぇすっ! ～みるくの戦士主催ライブ～』を開催。各メンバーのソロコーナーや初のオリジナル楽曲「うぃーくえんど」を初披露したほか、MC内でグループ名を「みるせんっ!」へ改名することを発表した。また6月14日には「みるせんっ!」としての1stワンマンライブ『みるすとーむ!』を東京・秋葉原 ZESTで開催した。

## 作品

### アダルトビデオ
2021年
- ももちゃん(19)（11月8日、街角シコいンタビュー）※無記名出演
- 華奢だけど激しいのが好き！ 生ハメ大好きちっぱい天使 東京 渋谷区 ■■商店街 服飾専門学校1年生 福田ももさん（仮名・19歳）大好きなち○ぽに囲まれパコられまくりの中出しAVデビュー（合計5発）（2021年11月25日、SODクリエイト）※デビュー作

2022年
- 『本当にすぐイッちゃうんだね（はーと）』早漏の悩みをバイト先の先輩（現役女子大生）に2人きりで相談したら何度も射精のお手伝いをしてくれた（2月23日、DANDY）
- 【VR】〈全員Aカップ！ちっぱい限定！〉僕が実家に帰省し、玄関の扉を開けた瞬間からエッチな波状攻撃が始まりました…義妹6人が僕を取り合う！？3年振りの帰省に興奮するちっぱい’s 舌を使った舐め尽くし波状攻撃でギンギンになったおち○ぽをちっパイズリでメタメタに…（3月2日、SODクリエイト）
- 女子校生主催の撮影会に来てみませんか？（5月17日、デジタルアーク）

- 「どっちか選ばなくていいよ？ニコイチで愛せばいいじゃん」双子ハーレム沼が最高すぎて多分一生抜け出せない。 白桃はな 福田もも（6月7日、kawaii）

- むしゃぶりディープスロート 福田もも（6月9日、レイディックス）
- 推し活女子は￥交で夢を買う！嫌いなはずのおぢチ◎ポでま◎この奥まで開発されて濃厚生中出しで快楽堕ち 福田もも（12月27日、MERCURY）

2023年
- 夫に変態願望を隠す清楚妻 ごっくん好きだけど言えないんです、、、（1月7日、DOC）
- どこ見てるのかな？スケベ！パンツ見て楽しいの？変態！ イマドキ小悪魔女子○生が、からかいパンツ見せつけしてきた！しかもこんなにカワイイ女子○生のマ○コに、僕のチ○ポが入っちゃった。（1月26日、SWITCH）
- 朝フェラから始まる最高の1日 理想のMorning Routine！！8（1月27日、DOC）
- 大乱交10P合コン 仲良し5人組JD ヤリマン陽キャビッチ アフターピル3錠目（3月2日、素人39）
- ひなた＆みつき＆みう＆ひかる＆もも（3月6日、俺の素人-Z-）
- 渋谷で出会ったうぶな女の子が性の悩みを抱える男と「素股オイルマッサージ」に挑戦！（3月6日、アイエナジー）

- 最強ビッチ大集合！数珠つなぎ乱交SEXパーティーvol.36「お姉さんよりエッチな友達紹介してもらえますか」（3月9日、メーカー/レーベル： 木曜だヨ！全員集合っ！！）
- だれとでも定額挿れ放題！中古車販売店編 月々定額料金さえ支払えば、中古車販売店内のどんな者種（女子）にも乗り放題！発射し放題！？（3月10日、Hunter）
- 素人女子大生限定！仲良し5人組がせまーいお風呂で初めての密着デカチン混浴体験！ゼロ距離でのプリケツ＆おっぱいポロリ祭り！ウブな女子たちは恥ずかしすぎて赤面涙目w全身の湯しずく舐めとってそのまま全員で生中出しSEXしちゃいました！ハーレムSpecial（3月10日、赤面女子）
- パンツを売るだけのはずが、誰もいない所に連れ込まれて無理矢理犯●れた女子●生（3月14日、Hunter）
- もう…我慢汁が限界 黒パンスト茶道部 「俺のオチ○ポでオマ○コ点ててやるよ」（3月24日、レッド）
- ちん舐め好きな素人娘たちダブルくちマ○コ贅沢おしゃぶり12名 （3月25日、S級素人）
- 水泳部で合宿所の大掃除！視界に広がる女子部員の突き出した競泳水着尻に勃起が収まらず…男はボク1人の水泳部で合宿に！（3月28日、Hunter）
- SOD女子社員2022年度全裸入社式 昨日まで女子大生だったピチピチ新卒11名社会人の第一歩はド羞恥！全員がカメラの前ではじめてのSEX！新人オマ○コ満開宣言！2枚組8時SP！（4月7日、SODクリエイト）※甲本そら名義
- 「小さくてもチ○チン挟めるもん！」ちっぱいをバカにされた妹が必死のパイズリ！にはならず…チクコキに！でもチクコキが気持ち良すぎてイキそうに…（4月7日、Hunter）
- 美尻・巨尻美女の激イキ杭打ちピストンディルドオナニー 3（5月1日、OFFICE K’S）
- 接写アングルでパンティの上からクリトリスを弄ったり指マンで本気イキを激写！！（6月13日、アロマ企画）
- 妄想アイテム究極進化シリーズ 絶対遵守！等価交換契約書（7月20日、ROCKET）
- 蛇のような長い舌でチ○ポに絡みつくディープスロート ※最後はザーメンも美味しくゴックンします（4月1日、OFFICE K’S）
- MOON FORCE CHEERS ぱこぱこしろうとコレクション。 vol.40（11月25日、DOC）
- おち○ぽ大好きっ娘のフェラチオ（12月26日、アロマ企画）

2024年
- 馬乗りでおっぱい揉ませてもらいながら竿と睾丸しゃぶられ続けられた僕。（アロマ企画、1月9日）
- ※おじさん限定 アナル舐めしゃぶりJ系リフレ 福田もも（1月30日、SEX Agent/妄想族）
- 感じる姿が見たい◆お互いを高めあうご奉仕エッチ 大空太陽（2月7日、SILK LABO）

2025年
- 1日中履き込んだムレムレの黒パンストで女上司たちに痴女られる美脚パラダイス（4月1日、OFFICE K’S）
- ドーピング検査で尿道を視姦されてオシッコ採取 逃れられない猥褻検査で心が折れた女子アスリートをハイエナレ●プ（4月1日、OFFICE K’S）

### 音楽
- リリーラブ　僕が愛だ（2024年11月29日、ラブパンク）※RADICAL LILY POPとして

## 出演

### 映画
- ほんの少し遠く（2022年12月5日、オーピー映画）‐ 「森脇瀬奈」役[10]
  - 美乳探訪不埒な旅路（2023年2月10日、オーピー映画）※R-18編集版
- 変態園芸 股間を耕す女たち（2023年9月29日、オーピー映画）- もえ 役[11]
  - 此処に花あり（2023年12月4日、オーピー映画）※再編集版
- 引っ越してきました麻美です。（2023年予定、オーピー映画）- 舞島京香 役[12]
- 復讐は囁きにのせて（2023年11月27日、オーピー映画）- ハルカ 役[12]
- 背徳酒場 熱燗熟女のうずき（2024年11月15日、オーピー映画）
- 推し、満開（2024年11月29日、オーピー映画） - 重信りのん 役[13]
- はじまらない恋（2024年12月7日、オーピー映画） - 大塚優奈 役[14]

### 舞台
- ドンキホーテ・アダプテーション（2023年6月22日‐25日、東京・SCOOL）

### オリジナルビデオ
- 蒼い体験 恋するインターン（2025年6月5日、監督：カワノゴウシ、製作：Breeze、販売：アクセスエー）

### テレビ
- もう!バカリズムさんの超H! #46（2023年7月31日、フジテレビONE）

### イベント
- きみとパイセンを持ち上げる1夜限りの泥酔ナイト（2022年11月18日、東京・代々木 A Talk Club WOOFER）※第3部に出演[15]。
- マインズFRIDAY NIGHT（2024年9月6日、東京・代々木 A Talk Club WOOFER）[16]
- マインズ FRIDAY NIGHT ＜今宵は、みる戦暴れます＞（2024年11月8日、東京・代々木 A Talk Club WOOFER）※「みるくの戦士」のメンバーとして出演[17]。
- SODLAND みるくの戦士 出勤イベント（2024年12月6日、東京・歌舞伎町 SODLAND）※「みるくの戦士」のメンバーとして参加[18]。
- マインズ FRIDAY NIGHT（2025年6月6日、東京・代々木 A Talk Club WOOFER）[19]

### 音楽イベント
- LADY MADONNA ～春、桜の花芯満開～（2024年3月28日、東京・青山RizM）※「和久井美兎 & 福田もも」名義[7]
- LADY MADONNA ～夏のユニット祭り～（2024年7月11日、東京・青山RizM）※「みるくの戦士」名義[8]
- LADY MADONNA 拡大版 2024（2024年11月21日、川崎 CLUB CITTA'）※「みるくの戦士」名義[20]
- ツインテールまだやらせてください！冬のにゃん祭り白浜美羽生誕♡（2025年2月22日、レフカダ新宿）※「みるくの戦士」名義[21]
- LADY MADONNA Vol.18（2025年3月27日、青山RizM）※「みるくの戦士」名義[22]
- みるふぇすっ! ～みるくの戦士主催ライブ～（2025年4月19日、東京・秋葉原）※「みるくの戦士 / みるせんっ!」名義[9]
- みるすとーむ!（2025年6月14日、東京・秋葉原 ZEST）※「みるせんっ!」名義[2]